# 809
| [ Edytuj tabelę ]          |                                                            |
| Hrabia Aragonii            | - 802 Aureolus 809 - 809 Aznar I 839                       |
| Król Asturii               | - 791 Alfons II 842                                        |
| Hrabia Barcelony           | - 801 Berà 820                                             |
| Cesarz Bizancjum           | - 802 Nicefor I 811                                        |
| Chan Bułgarii              | - 803 Krum 814                                             |
| Cesarz Chin                | - 806 Tang Xianzong 820                                    |
| Król Essexu                | - 798 Sigered 812                                          |
| Król Franków               | - 768 Karol Wielki 814 - 781 Ludwik I Pobożny 814          |
| Cesarz Japonii             | - 806 Heizei 809 - 809 Saga 823                            |
| Władca Jutlandii           | - 804 Godfred 810                                          |
| Kalif                      | - 786 Harun ar-Raszid 809 - 809 Al-Amin 813                |
| Król Khmerów               | - 802 Dżajawarman II 850                                   |
| Patriarcha Konstantynopola | - 806 Nicefor I 815                                        |
| Król Mercji                | - 796 Cenwulf 821                                          |
| Król Nortumbrii            | - 808 Eanred 840                                           |
| Książę Obodrzyców          | - 795 Drożko 809 - 809 Sławomir 819                        |
| Papież                     | - 795 Leon III 816                                         |
| Cesarz rzymski             | - 800 Karol Wielki 814                                     |
| Doża Wenecji               | - 804 Obelerio Antenoreo 809 - 809 Angelo Partecipazio 827 |

Rok 809 / DCCCIX
stulecia: VIII wiek ~
IX wiek ~
X wiek

lata: 799 «
804 «
805 «
806 «
807 «
808 «
809
» 810
» 811
» 812
» 813
» 814
» 819

## Wydarzenia
- Europa
  - Drożko książę obodrzycki - powrócił z wygnania, podpisał pakt z Duńczykami.
  - wybuch wojen bułgarsko-bizantyjskich
  - bułgarski chan Krum zdobył miasto Serdica (dzisiejsza Sofia)

## Zmarli
- 24 marca - kalif Harun ar-Raszid z dynastii Abbasydów
- Drożko, książę obodrzycki, zamordowany przez duńskich wysłanników